# Suleiman Obeid
Pour les articles homonymes, voir Obeid.
Suleiman Obeid (en arabe : سليمان أحمد زايد العبيد ; également appelé Sulaiman Al‑Obeid), né le 24 mars 1984 à Gaza, où il est mort le 6 août 2025, est un footballeur international palestinien évoluant au poste d'attaquant.
Parfois surnommé le « Pelé palestinien », il inscrit plus de 100 buts dans sa carrière, notamment grâce à sa « vitesse et ses dribbles fulgurants ».
À l'âge de 41 ans, il est tué par une frappe israélienne durant la guerre de Gaza, alors qu'il attendait de l'aide humanitaire dans le sud de la bande de Gaza,,.

## Biographie
Suleiman Ahmed Zaid Obeid est né le 24 mars 1984 à Gaza,.
Il commence sa carrière dans son club formateur, Khadamat Al-Shati, avant de rejoindre en Cisjordanie Markaz Shabab Al-Am'ari, avec lequel il remporte notamment un titre de championnat,.
Il évolue également avec le Gaza Sport Club et est sacré meilleur buteur du championnat de Gaza lors des saisons 2015-2016 et 2016-2017 (avec 15 buts sur la seconde saison),,.
En sélection nationale, il fait ses débuts en 2007 et dispute entre 2007 et 2013 environ 24 sélections, pour 2 buts inscrits,,. Il marque notamment un superbe but en ciseau contre le Yémen lors du championnat d’Asie de l’Ouest en 2010,.
Surnommé la « Gazelle », la « Perle noire » ou encore le « Pelé palestinien », il était reconnu pour son style élégant et sa capacité à marquer, avec plus de cent buts en carrière,,.
Il termine sa carrière en 2023 au sein de son club de toujours, Khadamat Al-Shati, déclarant encore récemment ne « pas penser à la retraite »,.
Le 6 août 2025, alors qu’il attendait de l’aide humanitaire dans le sud de Gaza, il est tué par une attaque israélienne. Il avait 41 ans et laisse derrière lui son épouse et cinq enfants,,,. Trois jours plus tard, l'UEFA lui rend hommage au travers d'un tweet sans mentionner les circonstances de sa mort. Cela fait notamment réagir le footballeur star de Liverpool Mohamed Salah qui ironise sur ce manque d'informations.

## Statistiques

### Buts internationaux
| # | Date              | Lieu                                         | Adversaire | Score | Résultat | Compétition                                    |
| - | ----------------- | -------------------------------------------- | ---------- | ----- | -------- | ---------------------------------------------- |
| 1 | 27 septembre 2010 | Stade international d'Amman, Amman, Jordanie | Yémen      | 1-2   | D 1 - 3  | Championnat d'Asie de l'Ouest de football 2010 |
| 2 | 22 août 2011      | Stade de Manahan (en), Surakarta, Indonésie  | Indonésie  | 1-0   | D 1 - 4  | Match amical                                   |

## Palmarès

### En club
- Markaz Shabab Al-Am'ari (en)
  - Coupe du président de l'AFC 2012 : finaliste

### Distinction individuelle
- Meilleur buteur du championnat de la Bande de Gaza 2016-2017 (en) avec 15 réalisations[13]